# Iglesia de San Juan Bautista (Bisjueces)
La iglesia de San Juan Bautista es un templo católico de la localidad española de Bisjueces, en la provincia de Burgos.

## Descripción

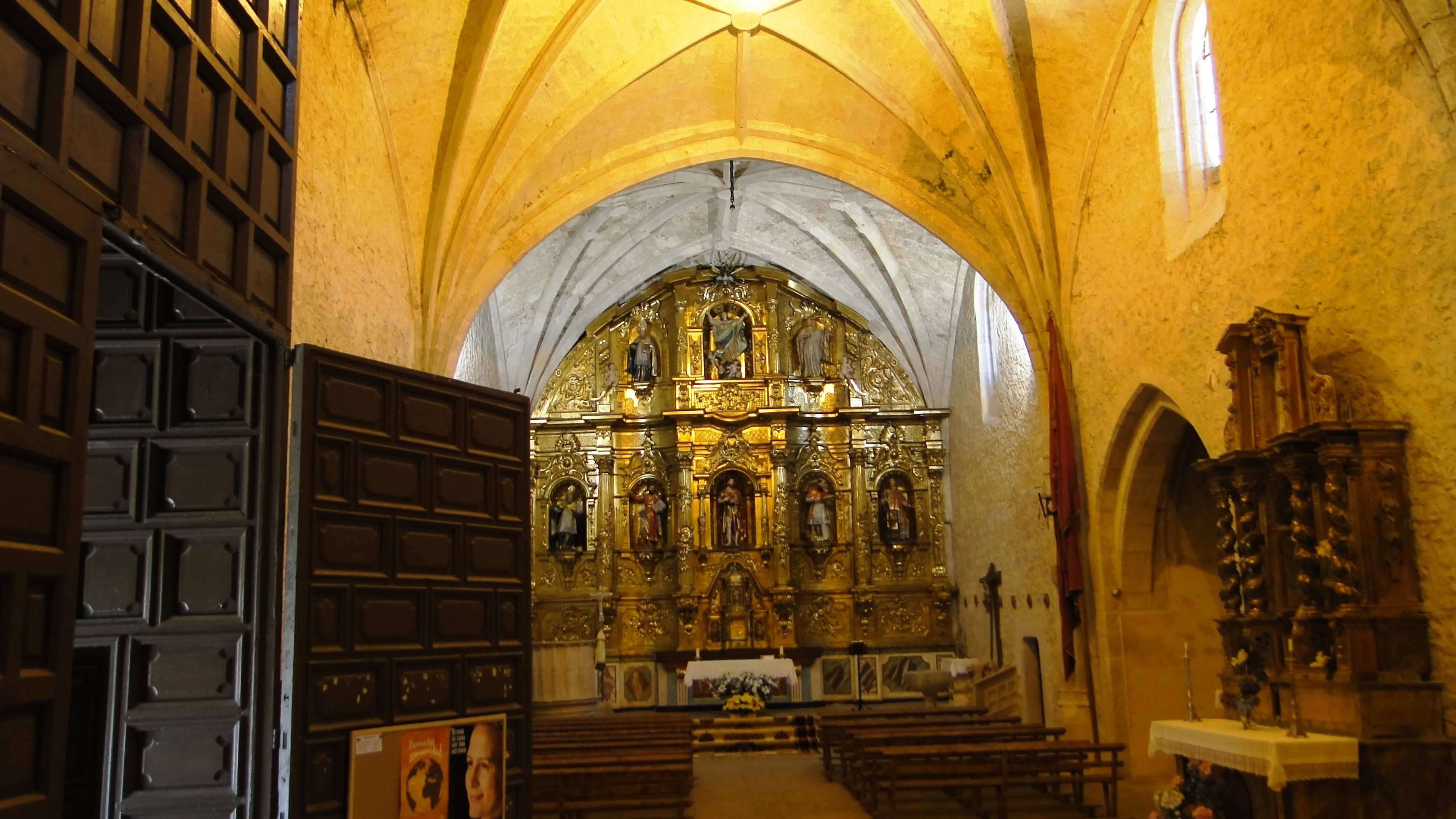
Interior de la iglesia

La iglesia se ubica en la localidad burgalesa de Bisjueces, perteneciente al municipio de Villarcayo de Merindad de Castilla la Vieja, en la comunidad autónoma de Castilla y León. Cuenta con una notable portada cuya erección correspondería a Juan de Vallejo y Simón de Colonia, con las figuras de dos jueces castellanos: Nuño Rasura y Laín Calvo.
Fue declarada Bien de Interés Cultural el 6 de junio de 1991, mediante un decreto publicado en el Boletín Oficial del Estado el 30 de agosto de ese mismo año, con la rúbrica del presidente de la Junta de Castilla y León, Jesús Posada Moreno, y del consejero autonómico de Cultura y Bienestar Social, Francisco Javier León de la Riva.